# Elmar Lichtenegger
Elmar Lichtenegger (ur. 25 maja 1974 w Klagenfurcie) – austriacki lekkoatleta, płotkarz, olimpijczyk.

## Sukcesy
- 7. miejsce podczas Halowych Mistrzostw Świata w Lekkoatletyce (bieg na 60 m przez płotki Maebashi 1999)
- 4. miejsce na Halowych Mistrzostwach Europy w Lekkoatletyce (bieg na 60 m przez płotki Gandawa 2000)
- 6. miejsce podczas Halowych Mistrzostw Świata w Lekkoatletyce (bieg na 60 m przez płotki Lizbona 2001)
- srebrny medal Uniwersjady (bieg na 110 m przez płotki Pekin 2001)
- srebro Halowych Mistrzostw Europy w Lekkoatletyce (bieg na 60 m przez płotki Wiedeń 2002)

## Rekordy życiowe
- bieg na 110 m przez płotki – 13,33 (1999) Rekord Austrii
- bieg na 50 m przez płotki (hala) – 6,51 (2003) Rekord Austrii
- bieg na 60 m przez płotki (hala) – 7,44 (2002) Rekord Austrii
- bieg na 60 m (hala) – 6,73 (2005)

## Doping
W 2003 Lichtenegger został złapany na zażywaniu nonadrolonu. 22 listopada 2007 w czasie dwóch kontroli na treningu wykryto u niego norandrosteron. Austriak zapowiedział zakończenie kariery sportowej, z resztą według obecnych przepisów druga wpadka dopingowa skutkuje dożywotnią dyskwalifikacją.